# 小行星9979
小行星9979（英語：9979）是一颗围绕太阳公转的小行星。1994年11月3日，小林隆男在大泉天文台发现了此天体。
这颗小行星的绝对星等为134.24227等。